# Eleição presidencial do Brasil no Território Federal do Guaporé em 1955
A eleição presidencial brasileira de 1955 foi realizado em 3 de outubro. Neste pleito, os cidadãos brasileiros aptos a votar escolheram Juscelino Kubitschek como Presidente da República.
Para presidente, no Guaporé, o candidato do PSP, Ademar de Barros, recebeu 61,46% dos votos, já o candidato do PSD, Juscelino Kubitschek, ficou com 30,90%, enquanto o candidato udenista, Juarez Távora, recebeu 5,29% dos votos.
Para vice, no Guaporé, o candidato do PSP, Danton Coelho, recebeu 58,38% dos votos, já o candidato do PTB, João Goulart, ficou com 35,39%, enquanto o candidato udenista, Milton Campos, recebeu 6,23% dos votos.
Os candidatos do PSP - Ademar e Dalton - saíram vencedores nos únicos dois municípios existentes na época, Guajará-Mirim e Porto Velho.

## Resultados

### Presidência da República
| Partido | Candidato            | Votos | Porcentagem |
| ------- | -------------------- | ----- | ----------- |
| PSP     | Ademar de Barros     | 3.459 | 61,46%      |
| PSD     | Juscelino Kubitschek | 1.739 | 30,90%      |
| UDN     | Juarez Távora        | 298   | 5,29%       |
| PRP     | Plínio Salgado       | 132   | 2,35%       |

### Vice-presidência da República
| Partido | Candidato     | Votos | Porcentagem |
| ------- | ------------- | ----- | ----------- |
| PSP     | Danton Coelho | 3.176 | 58,38%      |
| PTB     | João Goulart  | 1.925 | 35,39%      |
| UDN     | Milton Campos | 339   | 6,23%       |

## Resultados por municípios

### Presidência da República
| Município     | Ademar de Barros PSP | Ademar de Barros PSP | Juscelino Kubitschek PSD | Juscelino Kubitschek PSD | Juarez Távora UDN | Juarez Távora UDN | Plínio Salgado PRP | Plínio Salgado PRP | Total |
| Município     | #                    | %                    | #                        | %                        | #                 | %                 | #                  | %                  | Total |
| ------------- | -------------------- | -------------------- | ------------------------ | ------------------------ | ----------------- | ----------------- | ------------------ | ------------------ | ----- |
| Guajará-Mirim | 698                  | 60,54%               | 313                      | 27,15%                   | 118               | 10,23%            | 24                 | 2,08%              | 1.153 |
| Porto Velho   | 2.761                | 61,70%               | 1.426                    | 31,87%                   | 180               | 4,02%             | 108                | 2,41%              | 4.475 |
| Total         | 3.459                | 61,46%               | 1.739                    | 30,90%                   | 298               | 5,29%             | 132                | 2,35%              | 5.628 |

### Vice-presidência da República
| Município     | Danton Coelho PSP | Danton Coelho PSP | João Goulart PTB | João Goulart PTB | Milton Campos UDN | Milton Campos UDN | Total |
| Município     | #                 | %                 | #                | %                | #                 | %                 | Total |
| ------------- | ----------------- | ----------------- | ---------------- | ---------------- | ----------------- | ----------------- | ----- |
| Guajará-Mirim | 660               | 59,89%            | 328              | 29,76%           | 114               | 10,35%            | 1.102 |
| Porto Velho   | 2.516             | 58,00%            | 1.597            | 36,81%           | 225               | 5,19%             | 4.338 |
| Total         | 3.176             | 58,38%            | 1.925            | 35,39%           | 339               | 6,23%             | 5.440 |